# Rita Rosner
Rita Rosner (* 1962 in Fürstenfeldbruck) ist eine deutsche Psychologin, Psychologische Psychotherapeutin und Professorin für Biologische Psychologie und Klinische Psychologie an der Katholischen Universität Eichstätt-Ingolstadt.

## Beruflicher Werdegang
Rita Rosner beendete ihre schulische Ausbildung 1982 mit dem Abitur. Sie studierte Psychologie an der Ludwig-Maximilians-Universität in München. Nach dem Diplom 1989 arbeitete sie von 1990 bis 1991 als wissenschaftliche Mitarbeiterin am Biometrischen Zentrum für Therapieforschung (BZT) in München. 1991 erhielt sie ein Forschungsstipendium des DAAD an der University of California at Santa Barbara in der USA, in dem Rosner zusammen mit Larry E. Beutler im Gebiet der Psychotherapieforschung arbeitete. Von 1993 bis 2002 war sie wissenschaftliche Mitarbeiterin an der LMU in München, an der sie 1996 im Bereich der Psychotherapieforschung promovierte. Die Betreuung der Dissertation erfolgte extern durch Larry E. Beutler. 1999 wurde sie zur Psychologischen Psychotherapeutin mit Fachkunde in Verhaltenstherapie approbiert. Zwischen 2002 und 2003 vertrat sie die Professur für Psychologische Diagnostik und Intervention an der Friedrich-Schiller-Universität in Jena. 2003 habilitierte Rosner für das Fach Psychologie an der LMU in München. Dabei beschäftigte sie sich mit psychopathologischen Folgen multipler Kriegstraumatisierung in Bosnien und Herzegowina. Von 2003 bis 2011 war sie an der LMU in München als Professorin für Klinische Psychologie und Psychologische Beratung und Intervention tätig. Seit 2011 ist sie Inhaberin des Lehrstuhls für Klinische und Biologische Psychologie an der Katholischen Universität Eichstätt-Ingolstadt.

## Forschung
Rosners wissenschaftliches Interesse gilt der Klinischen Psychologie. Ihre Schwerpunkte sind die Psychotherapieforschung, die Dissemination und Implementation evidenzbasierter psychotherapeutischer Verfahren und die kultursensitive Diagnostik und Psychotherapie. Die umfassende Forschung zur Posttraumatischen Belastungsstörung bei Kindern, Jugendlichen und Erwachsenen auch im Kontext von Migration und Flucht und die Erforschung der Anhaltenden Trauerstörung (Komplizierte Trauer) zählen ebenfalls zu ihren Forschungsschwerpunkten. Aktuell untersucht Rosner in den vom Bundesministerium für Bildung und Forschung (BMBF) geförderten Projekten BESTFORCAN und BETTER CARE die Auswirkungen verschiedener Supervisionsformen bei der evidenzbasierten Behandlung missbrauchter oder vernachlässigter Kinder und Jugendlichen mit Posttraumatischer Belastungsstörung und die Verbesserung der psychotherapeutischen Versorgung unbegleiteter Flüchtlinge durch gestufte Versorgungsansätze. Zusammen mit der Universität Bielefeld wird im ebenfalls BMBF geförderten Projekt YOURTREAT die Wirksamkeit der Narrativen Expositionstherapie bei jugendlichen Geflüchteten untersucht. In der von der Deutschen Forschungsgemeinschaft geförderten klinischen Studie PROGRID werden zwei verschiedene psychotherapeutische Interventionen hinsichtlich ihrer Wirksamkeit bei der Therapie der Anhaltenden Trauerstörung verglichen (Stand: Juli 2020).

## Mitgliedschaften
Rita Rosner ist Mitglied und Mitherausgeberin verschiedener Fachgesellschaften und Journals. Von 2004 bis 2010 war sie Mitglied des Vorstandes der Deutschsprachigen Gesellschaft für Psychotraumatologie (DeGPT), deren Präsidentin sie von 2006 bis 2008 war. In dieser Zeit entwickelte sie in Zusammenarbeit mit der entsprechenden Arbeitsgruppe das Curriculum „Spezielle Psychotraumatherapie mit Kindern und Jugendlichen“. Als Präsidentin arbeitete sie in Kooperation mit der European Society for Traumatic Stress Studies (ESTSS), dessen Vorstand sie von 2009 bis 2015 angehörte.
Rita Rosner ist Mitgründerin und Co-Editorin des European Journal of Psychotraumatology, eine der ersten Open-Access-Zeitschriften im Bereich der Psychotraumatologie. Seit 2014 ist Rosner Mitherausgeberin der Buchreihe Psychotherapie Kompakt des Kohlhammer Verlags. Rita Rosner ist ebenfalls Mitglied des wissenschaftlichen Beirats (Editorial Board) der Zeitschriften Verhaltenstherapie, Kindheit und Entwicklung und Trauma und Gewalt.

## Auszeichnungen und Preise
- 2004: Förderpreis der Ludwig-Maximilians-Universität München (LMU) für eine hervorragende Habilitationsarbeit
- 2004: Forschungspreis der Association for the Study of the World Refugee Problem (AWR)
- 2010: Fakultätspreis für Gute Lehre der Fakultät für Psychologie und Pädagogik (LMU)
- 2016: Forschungspreis der Deutschen Gesellschaft für Soziale Psychiatrie (innerhalb einer Projektgruppe)[1]

## Publikationen (Auswahl)
- Effect of Developmentally Adapted Cognitive Processing Therapy for Youth With Symptoms of Posttraumatic Stress Disorder After Childhood Sexual and Physical Abuse: A Randomized Clinical Trial, mit Eline Rimane, Ulrich Frick, Jana Gutermann, Maria Hagl, Babette Renneberg, Franziska Schreiber, Anna Vogel und Regina Steil, 10. April 2019[3]
- Effectiveness of Trauma-Focused Cognitive Behavioral Therapy for Children and Adolescents: A Randomized Controlled Trial in Eight German Mental Health Clinics, mit Lutz Goldbeck, Rainer Muche, Cedric Sachser und Dunja Tutus, April 2016[4]
- Efficacy of an outpatient treatment for prolonged grief disorder: a randomized controlled clinical trial, mit Gabriele Pfoh, Michaela Kotoučová und Maria Hagl, 2. Juni 2014[5]
- Julia König: Posttraumatische Belastungsstörung: Ein Manual zur Cognitive Processing Therapy. mit Patricia A. Resick, Regina Karl und Rita Rosner, Hogrefe Verlag 2012 OCLC 7865506307
- A Meta-Analysis of Interventions for Bereaved Children and Adolescents, mit Joachim Kruse und Maria Hagl: Department of Psychology, Ludwig Maximilians University of Munich, Munich, Germany; Mitgliedschaft, Februar 2010, S. 99–136 OCLC 4839402433
- Maria Gavranidou Traumatische Erfahrungen, aktuelle Lebensbedingungen im Exil und psychische Belastung junger Flüchtlinge, mit Barbara Niemiec, Birgit Magg und Rita Rosner. 2008, S. 224–231 OCLC 4664355475
- Maria Gavranidou The weaker sex? Gender and post‐traumatic stress disorder, mit Rita Rosner, Depression and anxiety 17 (3), S. 130–139, 2003 OCLC 207273172
- Anhaltende Trauerstörung: Manuale für die Einzel- und Gruppentherapie, mit Gabriele Pfoh, Roberto Rojas, Monika Brandstätter, Ruth Rossi u. a., (Vol. 77), Göttingen, Bern, Wien, Paris…, Hogrefe Verlag 2015 OCLC 896749610